# Cratere Choukoutien
Choukoutien è un cratere sulla superficie di 243 Ida.